# Simocyon
Simocyon is een geslacht van uitgestorven verwanten van de kleine panda (familie Ailuridae). De soorten leefden tijdens het Mioceen in Noord-Amerika, Europa en Azië.

## Verwantschap
Aanvankelijk was de indeling van Simocyon binnen de roofdieren onduidelijk. Zeker was dat het tot de Caniformia behoorde, maar Simocyon werd wisselend gezien als hondachtige, beerhond, marterachtige of kleine beer. Een fossiele schedel uit de Volksrepubliek China wees op indeling bij de Ailuridae.

## Fossiele vondsten
Fossielen van Simocyon wijzen er op dat het geslacht in het Mioceen van 14 tot 5 miljoen jaar geleden een wijde verspreiding over de noordelijke continenten had. Vier soorten worden erkend: de typesoort S. primigenius, S. batalleri, S. diaphorus en S. hungaricus. S. diaphorus is de basaalste soort en S. primigenius geldt als de ontwikkeldste soort van het geslacht.
S. primigenius had een groot verspreidingsgebied en is bekend van fossiele vondsten in Europa, Azië en Noord-Amerika. Rond 8 miljoen jaar geleden bereikte de soort vanuit Eurazië via Beringia Noord-Amerika. De Noord-Amerikaanse fossielen zijn gevonden in de Amerikaanse staten Idaho en Oregon en deze dateren uit de North American Land Mammal Age Hemphillian met een ouderdom van circa 7 miljoen jaar.
Van S. batalleri is in de provincie Madrid in Spanje een aantal schedels, onderkaken en delen van het skelet (cervicale en lumbale wervelkolom, delen van de poten) gevonden.
Elders in Europa zijn fossielen van Simocyon gevonden in Duitsland, Griekenland, Hongarije en Macedonië.
Een vermeende fossiele vondst in Kenia bleek later van een beerhond.

## Kenmerken
Simocyon was een klimmende carnivoor met het formaat van een poema en ongeveer 54 kilogram zwaar. Hiermee is het de grootst bekende vorm uit de Ailuridae is. Het lichaam was sterk en behendig met lange poten. De snuit was kort. Net als de kleine panda had Simocyon een valse duim in de vorm van een vergroot sesambeen aan de radiale zijde van de poot. De poten waren mobiel en sterk ontwikkeld. Het schouderblad heeft aanhechtingspunten voor goed ontwikkelde spieren. Het gebit omvatte scherpe tanden die sterk genoeg waren om botten te kraken. Gedacht wordt dat Simocyon zich voedde met kleine gewervelden zoals hagedissen, vogels en knaagdieren.